# Valsaceae
Valsaceae es una familia de hongos ascomicetos en el orden Diaporthales.